# 347 до н. е.

## Події
- цар Одриського царства Кетрипор

## Померли
- Платон, старогрецький мислитель, філософ